# Schloss Großheide

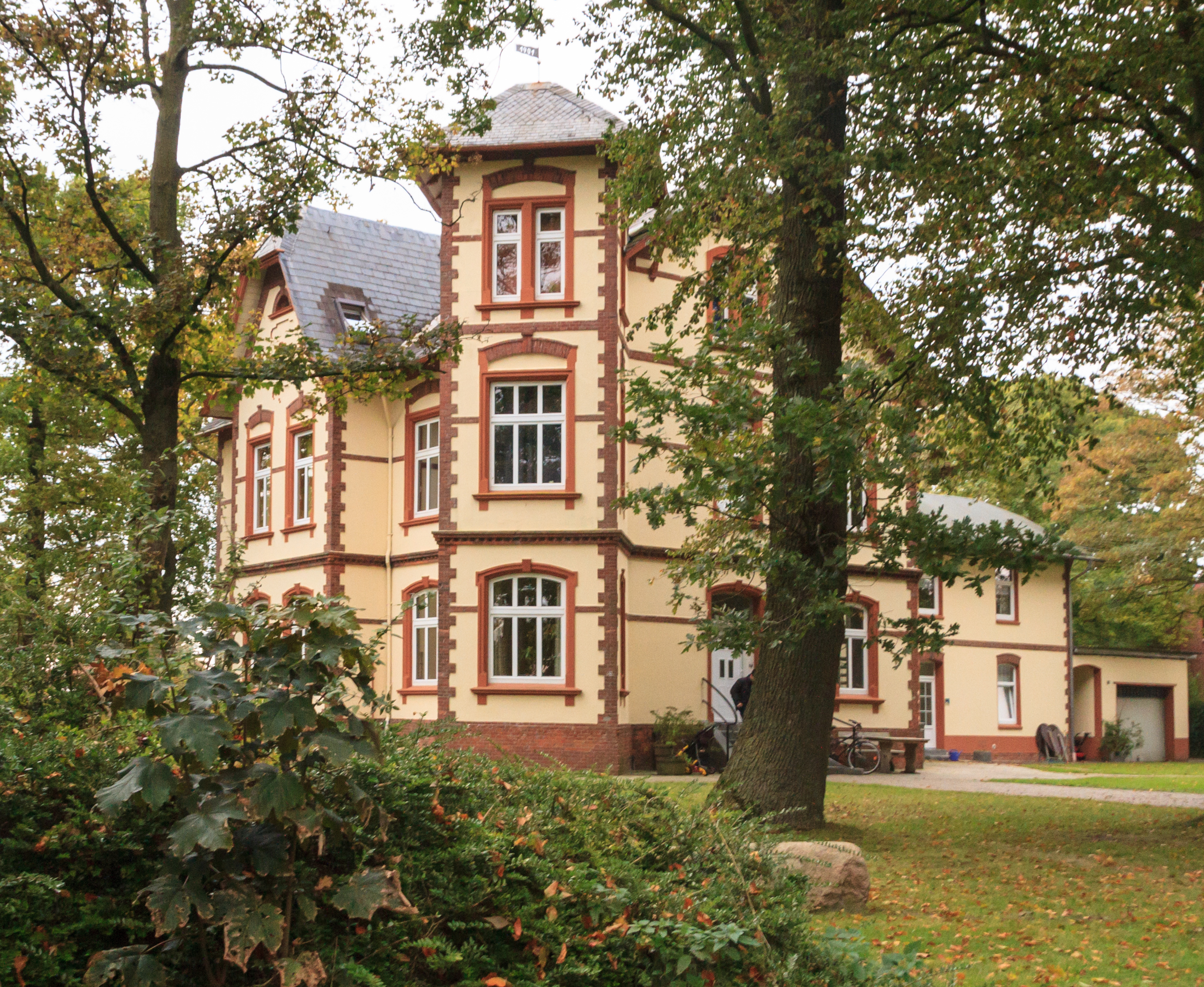
Schloss Großheide

Das sogenannte Schloss Großheide in der gleichnamigen Gemeinde im Landkreis Aurich ist ein ehemaliger Gutshof in Ostfriesland.

## Lage
Die Anlage liegt am Südrand des Ortes an der Schloßstraße.

## Geschichte
Um 1900 kaufte die Familie Ten Doornkaat Ländereien in Großheide. Es heißt, Kommerzienrat Jan (III.) ten Doornkaat Koolmann habe „Wüsteneien“ und Ödländer zu einer Größe von 1.045 Morgen (267 Hektar) in Großheide/Menstede-Coldinne erworben. Auf dem Gelände sollte demnach eine Mästerei entstehen, in der die in der Norder Brennerei anfallende Schlempe zur Viehfütterung verwendet werden sollte. Die für 347.000 Mark angekauften Flächen bestanden zur Zeit des Erwerbs zu 5/6 aus Heide, zu 1/6 aus kultivierter Grünfläche. Wie aus anderen Quellen ersichtlich, müssen weitere Grundstücke hinzugekommen sein, denn nach Fertigstellung der Gebäude gehörten etwa 300 Hektar Acker-, Wiesen und verbliebene Heideflächen zu dem Gut.
Auf diesem Gelände wurde das Gut Friederikenfeld errichten, benannt nach dem Vornamen der Mutter des Eigentümers. Im Jahre 2010 wurde das ehemalige Schulzentrum Großheide, im Gedenken an die Mutter des ehemaligen Eigentümers des Gutes „Schloss Großheide“, in „Friederikenschule“ umbenannt. Damals bestand, laut Geschäftsbericht der Doornkaat AG von 1906, das Gut „Schloss Großheide“ aus mehreren Viehställen, einer massiv gebauten Scheune und zwei Feldscheunen. Ferner gehörten eine Hofmeisterwohnung mit Pferdestall und drei Arbeiterwohnungen zu dem Anwesen. Der Viehbestand umfasste 16 Milchkühe, 26 Pferde und 70 Arbeitsochsen, die bei der Bearbeitung der Heideflächen eingesetzt wurden. Der große Ochsenstall befand sich fast genau an der Stelle, wo heute die Volks- und Raiffeisenbank Großheide steht. Zu den landwirtschaftlichen Geräten und Maschinen zählte ein kompletter Dreschsatz, der durch ein Lokomobil, später durch einen Elektromotor, angetrieben wurde.
Das sogenannte Schloss wurde 1901 als Gutsverwaltersitz der Familie Ten Doornkaat (Doornkaat AG Norden) im Eingangsbereich des Gutes an der Landstraße Großheide/Berumerfehn (heute Großheide, Schloßstraße/Großheider Straße) errichtet.
Bis zum Ersten Weltkrieg wurden auch die unmittelbar zum Gut gehörenden und bis dahin genutzten Acker- und Wiesenflächen zum Verkauf angeboten. 1919 ging der größte Teil der Gebäude und verbliebenen Ländereien in den Besitz des damaligen Landkreises Norden über.
Das Schloss-Gebäude, seinerzeit im Besitz des Landkreises Aurich, ist nach dem Verkauf als Gaststätte (Schloßgaststätte), für Schulungszwecke sowie privat genutzt worden. 2006 wurde es kernsaniert.
2007 wurde die Kinder- und Jugendhilfeeinrichtung „Schloss Großheide“ GmbH, der heutigen Renial human care projects GmbH, (geschäftsführender Gesellschafter René Meyer) Eigentümerin.
Das „Schloss Großheide“ beherbergt heute zehn Kinder und Jugendliche in der sogenannten „Wohngruppe Schloss Großheide“ der Ostfriesischen Kinder-, Jugend- und Familienhilfe GmbH (OKJFH), die im Jahr 2007 von dem damaligen alleinigen Gesellschafter und Geschäftsführer René Meyer gegründet wurde.
Im Juni 2012 verkaufte der Gründer der Gesellschaft, René Meyer, seine Gesellschaftsanteile an der OKJFH an das Leinerstift. Die OKJFH wurde dadurch zur Tochtergesellschaft und Mieterin des „Schloss Großheide“.

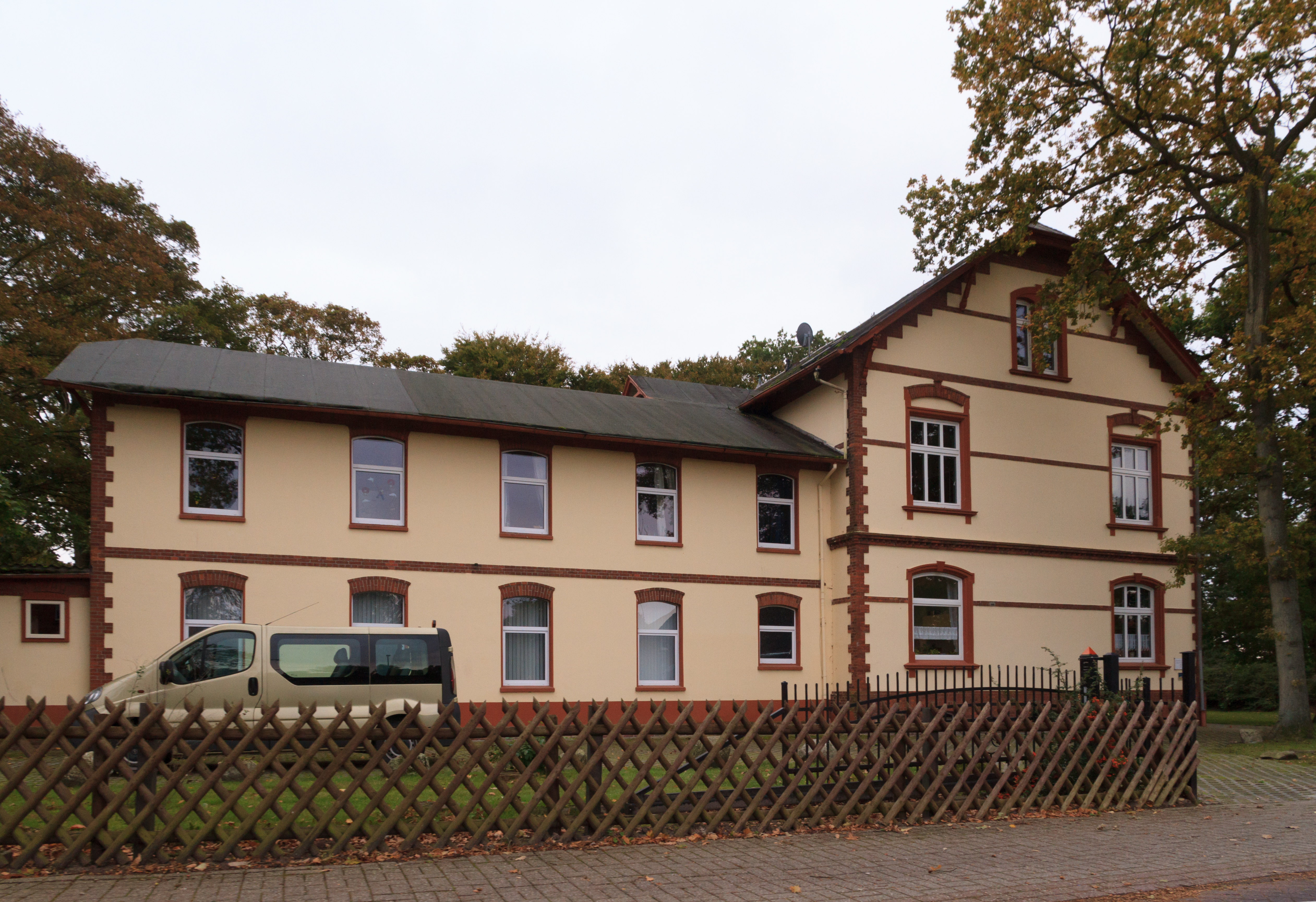
Schloss Großheide. Seitenansicht.

## Heutige Nutzung
Heute befindet sich in dem denkmalgeschützten Gebäude eine Wohngruppe der Ostfriesischen Kinder-, Jugend- und Familienhilfe GmbH (OKJFH).